# 伊万娜·弗伦恰努

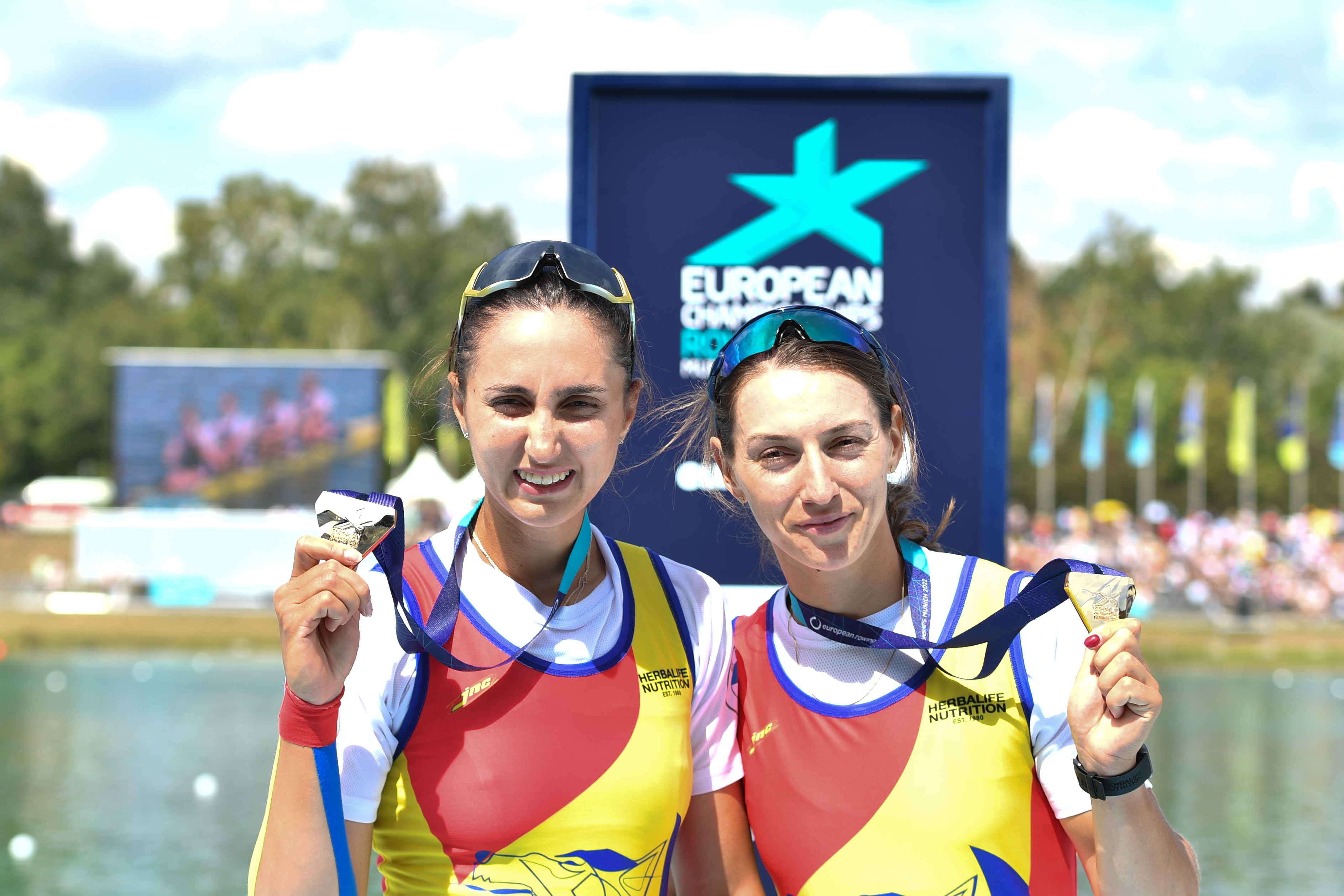

伊万娜·弗伦恰努（羅馬尼亞語：Ioana Vrînceanu，1994年3月7日—），罗马尼亚女子赛艇运动员。她曾代表罗马尼亚参加世界赛艇锦标赛，获得一枚金牌。她也曾参加2020年夏季奥林匹克运动会。